# Kaguja (sonda)
Kaguja (japonsky かぐや (赫映) - podle mytické postavy princezny 赫映姫 Kagujahime z báje 竹取物語 (Vyprávění o sběrači bambusu); dříve známá jako SELENE) byla lunární mise japonské agentury JAXA. Šlo o nejkomplexnější misi na průzkum našeho přirozeného satelitu od dob projektu Apollo. Primární mise byla plánována na jeden rok a během něj sonda velmi přesně zmapovala povrch Měsíce, získala podrobná topografická i gravitační měření a studovala podpovrchovou strukturu stejně tak jako možnou tenkou atmosféru našeho satelitu. Součástí sondy byly i dva malé subsatelity Okina a Óna, které s hlavní sondou prováděly výzkumy lunárního magnetického a gravitačního pole a působily jako retranslační stanice.
Činnost sondy byla ukončena dopadem na povrch Měsíce 10. června 2009.

## Pojmenování sondy
Sonda byla až do června 2007 oficiálně označována jako SELENE (zkratka z SELenological and ENgeneering Explorer, anglicky Lunární a inženýrský průzkumník) tedy jménem řecké bohyně Měsíce. Spolu s přesným určením data startu však byla přejmenována na Kaguja, což je jméno japonské pohádkové princezny, která přišla na Zemi z Měsíce. Podobné přejmenování proběhlo po úspěšném vypuštění subsatelitů Okina (翁) (původně RSTAR) a Óna (嫗) (VRAD), japonsky "stařeček" a "stařenka", podle pohádkových postav, které princeznu Kaguju (赫映) adoptovali a vychovali.

## Průběh letu

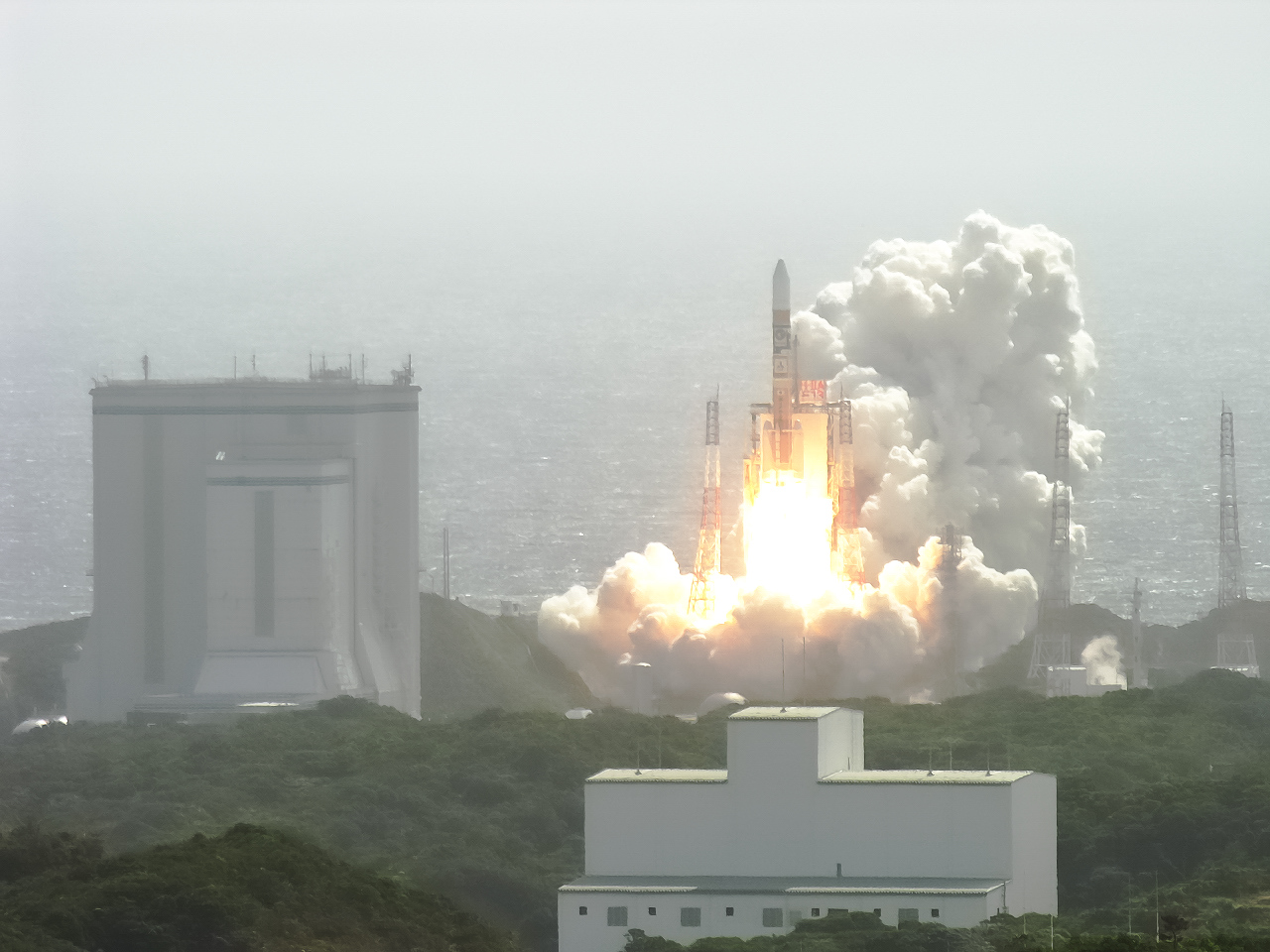
Start rakety H-IIA se sondou

Sonda byla vypuštěna 14. září 2007 v 01:31:01 UT pomocí nosné rakety H-IIA z kosmodromu Tanegašima. Krátce po vypuštění byla korekčním manévrem umístěna na přechodnou dráhu s perigeem ve výši 956 km a apogeem v 232 960 km. Na oběžné dráze kolem Země došlo k rozložení solárních panelů a k vysunutí vysokoziskové antény. Bylo provedeno několik korekčních motorických manévrů, které měly sondu po 2,5 oběhu kolem Země navést na dráhu k Měsíci.
Dne 3. října 2007 sonda dosáhla výchozí
selenocentrické polární dráhy s periseleniem ve výši 120 km a aposeleniem ve 13 000 km. 9. října v 00:36 UT došlo k oddělení retranslačního submodulu Okina a jeho umístění na dráhu 115 × 2 400 km. Subsatelit má za úkol kromě retranslace vysílání také měřit magnetické pole a spolu s druhou subdružicí Óna sledovat gravitační pole Měsíce.
K oddělení subdružice Óna (původně VRAD – Very Long Baseline Interferometry Radio) došlo 12. října v 04:28 UT. Zařízení určené pro měření vlastností lunární ionosféry bylo umístěno na dráze 127 × 895 km. Oddělení obou subsatelitů sledovala palubní kamera sondy.
Po dalších dvou korekcích byla 19. října vlastní sonda úspěšně navedena na kruhovou dráhu ve výši 100 km nad měsíčním povrchem. Do konce října byly rozvinuty antény lunárního magnetometru a radaru a vysunuta kamera pro pozorování svrchní atmosféry a plazmatu – zbytek systémů měl být zprovozněn do konce roku 2007. Předpokládalo se, že sonda bude plnit svůj vědecký program minimálně po dobu jednoho roku.
První pozorování povrchu bylo uskutečněno pomocí HDTV kamery s vysokým rozlišením 31. října 2007 v oblasti severního pólu a Oceanus Procellarum. Získaná data byla zpracována do krátkého videa a tří fotografií, které především díky dobrému rozlišení neměly do té doby v historii průzkumu Měsíce obdoby.
Svoji činnost sonda ukončila 10. června 2009 18:25 UTC dopadem na měsíční povrch.

## Přístroje na palubě
- Terénní kamera (Terrain Camera TC) byla stereokamera skládající se z dvojice dalekohledů pozorující povrch Měsíce ~10° před a za sondou, které byly vybavené jednorozměrným CCD sběračem. Místo pořizování fotografií tak dokázala kontinuálně snímat reliéf povrchu v pásu o šířce 35 km a délce stovek km. Předpokládané rozlišení získaných relativních topografických modelů z pracovní oběžné dráhy 100 km nad povrchem Měsíce bylo 10 m/px.[8]
- Rentgenový flourescentní spektrometr (X-Ray Flourescence Spectrometer XRS)
- Lunární magnetometr (Lunar Magnetometer LMAG)
- Spektrální profilovač (Spectral Profiler SP) – rozlišení 562m×400m/px
- Mnohopásmový zobrazovač (Multi-band Imager MI) – rozlišení ve viditelném světle 20 m/px, v infračerveném 62 m/px
- Kamera s vysokým rozlišením (High Definition Television Camera HDTV)
- Laserový výškoměr (Laser Altimeter LALT) byl 20 kg těžký optický přístroj vybavený laserem a detekčním dalekohledem, které měl za úkol přesné proměření tvaru měsíčního povrchu. Na principu měření délky odrazu signálu od povrchu zpět k sondě byl schopen získat absolutní topografická data s horizontálním rozlišením menším než 2 km a s vertikální přesností 5 metrů.[9]
- Lunární radar (Lunar Radar Sounder LRS)
- Gama spektrometr (Gamma-Ray Spectrometer GRS)
- Spektrometr nabitých částic (Charged Particle Spectrometer CPS)
- Plazmový analyzátor (Plasma Analyzer PACE)
- Zobrazovač svrchní atmosféry a plazmatu (Upper Atmosphere and Plasma Imager UPI)
- Radiový vysílač (Radio Science)

Kromě vědeckých přístrojů umístila JAXA na palubu sondy tabulku se jmény a vzkazy, které v rámci kampaně „Přání na Měsíc“ („Wish Upon the Moon“) mohli zájemci poslat se sondou.
Bylo sebráno 412 627 jmen a zpráv, které byly vytištěny na desku o rozměrech 280 mm x 160 mm, o velikosti písma 70 µm na znak. Deska byla namontována pod solární panely a chladicí panely sondy.